# أوبفيكون
أوبفيكون (بالألمانية: Opfikon) هي إحدى بلديات مقاطعة بولاخ في كانتون زيورخ في سويسرا. تبلغ مساحتها 5.61 كيلومتر مربع، ويقدر عدد سكانها بـ 19978 نسمة (حسب تعداد ديسمبر 2017).